# ليونيل بيرنستاين
ليونيل بيرنستاين هو مهندس معماري وسياسي جنوب أفريقي، ولد في 5 مارس 1920 في ديربان في جنوب أفريقيا، وتوفي في 23 يونيو 2002 في أكسفوردشير في المملكة المتحدة.

## وصلات خارجية
- الموقع الرسمي